# Berberis papillosa
Berberis papillosa är en berberisväxtart som beskrevs av Raymond Benoist. Berberis papillosa ingår i släktet berberisar, och familjen berberisväxter. Inga underarter finns listade i Catalogue of Life.